# XXIXe législature du royaume d'Italie
La XXIXe législature du royaume d'Italie (en italien : La XXIX Legislatura del Regno d'Italia) est la législature du royaume d'Italie qui a été ouverte le 28 avril 1934 et qui s'est fermée le 2 mars 1939. 

## Gouvernement
- Gouvernement Mussolini
  - Du 30 octobre 1922 au 25 juillet 1943
  - Président du conseil des ministres : Benito Mussolini (PNF)

## Président de la chambre des députés
- Costanzo Ciano
  - Du 28 avril 1934 au 2 mars 1939

## Président du sénat
- Luigi Federzoni
  - Du 28 avril 1934 au 2 mars 1939